# 星空の下で/「ポビーとディンガン」
星空の下で/「ポビーとディンガン」 (ほしぞらのしたで/ポビーとディンガン)は、SHAKALABBITSのメジャー4枚目、通算7枚目のシングルで、TOSHIBA-EMIから2003年11月6日に発売。

## 解説
SHAKALABBITS初の、両A面シングル。"「ポビーとディンガン」"は、ベン・ライス著「ポビーとディンガン」を基に作られている。

## 収録曲
1. 星空の下で
作詞：UKI 作曲：MAH
2. 「ポビーとディンガン」
作詞：UKI 作曲：UKI MAH

## 収録アルバム
- CLUTCH (#1,2)
- MUSHROOMCAT RECORD (#1,2)

## ジャケット
"星空の下で"は星空の下でギターを弾く彼。
"「ポビーとディンガン」"ではメンバーが動物になっている。UKIがネコ、MAHが犬、KINGがゴリラ、TAKE-Cがタヌキ。